# Ушаков, Александр Александрович (юрист)
Алекса́ндр Алекса́ндрович Ушако́в (10 сентября 1924, д. Нефедьево, Тверская губерния — 10 мая 1992, Пермь) — советский правовед, доктор юридических наук, профессор, заведующий кафедрой теории и истории государства и права (1970—1986) Пермского университета. Один из первых преподавателей юридического факультета ПГУ, получивший степень доктора юридических наук (1972). Основатель советской правовой лингвистики.

## Биография
С 1930 по 1941 год жил в г. Ржеве, где в 1941 году окончил среднюю школу и поступил в Московский авиационный технологический институт.
В августе 1942 года ушёл добровольцем в Красную Армию, был направлен в Ленинградское артиллерийское училище, откуда в январе 1943 года попал в действующую армию в качества младшего командира. В январе 1944 года был демобилизован по болезни и направлен на машиностроительный завод, где работал около года в качестве техника-планировщика.
В 1945 году поступил на юридический факультет Ленинградского государственного университета, который окончил с отличием в 1950 году, и был оставлен в аспирантуре. В 1953 году, по окончании аспирантуры, защитил кандидатскую диссертацию на тему «Важнейшие кодификационные работы на первой фазе развития Советского государства».
С февраля 1954 года А. А. Ушаков работал в должности старшего преподавателя юридического факультета Пермского университета. В июне 1958 г. избран по конкурсу на должность доцента кафедры теории и истории государства и права.
С 22 июня 1970 до 1986 года — заведующий кафедрой теории и истории государства и права юридического факультета Пермского университета, затем был переведен на должность профессора-консультанта этой же кафедры.
Докторскую диссертацию на тему «Содержание и форма в праве и советское правотворчество» (1972) защитил в Свердловском юридическом институте.
В 1990 г. был уволен из Пермского университета переводом в Пермский медицинский институт.
Супруга — литературовед Зинаида Васильевна Станкеева.

## Научная работа
А. А. Ушаков известен в научном мире исследованиями в области теории права, проблем совершенствования содержания и формы права. Обращаясь к вопросам административного устройства и становления государственных органов, А. А. Ушаков впервые рассмотрел их с точки зрения юриста. Он показал специфику процесса административного переустройства региона, при котором администрация почти не учитывала, особенно в XVIII в., значение экономических и естественно-географических факторов, а также игнорировала интересы национальных меньшинств.
За период своей деятельности он опубликовал свыше 100 научных работ по истории государства и права, гражданскому, уголовному праву. Среди них «Очерки советской законодательной стилистики» (Пермь, 1967); «Как управлялся Пермский край раньше и как управляется теперь» (Пермь, 1958); «О старом пермском суде»; «Образование Пермской губернии» (История Урала, т. I. Пермь, 1976); «Методология советского правотворчества» (Пермь, 1968) и др. Лучшие его работы носят ярко выраженный новаторский характер. Ряд положений, впервые им сформулированных, вошли в научный оборот, содержание учебников.
Подчёркивая значимость научных достижений А. А. Ушакова, доктор юридических наук, профессор, заслуженный юрист РФ Н. А. Власенко писал:

Личный вклад профессора Ушакова в формирование такого научного направления, как правовая лингвистика, весьма значителен, поскольку именно им впервые высказаны многие идеи в этом направлении… А. А Ушакова предложил ряд оригинальных подходов к пониманию законодательства и роли самого законодателя, системы и структуры права.

О большом вкладе А. А. Ушакова в изучение взаимосвязи юриспруденции и лингвистики писал и доктор философских наук А. Ф. Закомлистов. Он отмечал:

Профессором А. А. Ушаковым была сделана первая попытка фундаментальной постановки совмещения юридического и лингвистического знания, вопрос о бытии права был рассмотрен с точки зрения соотношения его формы и содержания.

## Память
- В 2003 году на юридическом факультете Пермского университета прошла научная конференция, посвященная памяти профессора А. А. Ушакова. Студентами был подготовлен биографический фильм об А. А. Ушакове.
- В 2009 году прошла научная конференция студентов и аспирантов, посвященная 85-летию со дня рождения профессора А. А. Ушакова, состоялась демонстрация биографического фильма об А. А. Ушакове[4].
- В 2010 году у аудитории 87 корпуса № 5 Пермского университета была установлена мемориальная доска в память об А. А. Ушакове, а аудитории было присвоено его имя[5].

## Избранные работы
- Ушаков А. А., Шахматов В. Советский суд. — Молотов, Кн. изд-во, 1954. — 39 с.
- Ушаков А. А. Как управлялся Пермский край раньше и как управляется теперь: Популярный ист. очерк. — Пермь: Кн. изд-во, 1958. — 94 с.
- Народные дружины (Права и обязанности советских граждан). — Пермь: Кн. изд-во, 1960. — 38 с. — (в соавт. с Г. Никитушевым, М. Федоровым).
- Административное устройство и государственные органы на местах. Образование губернии на Урале // История Урала. — Пермь, 1963. — Т. 1;
  - То же. — 2-е изд. — Пермь, 1976. — Т. 1.
- Ушаков А. А. Очерки советской законодательной стилистики. Ч. 1. Содержание и форма и проблемы законодательной стилистики: учеб. пособие. — Пермь, 1967. — 206 с.
- Содержание и форма в праве и советское правотворчество. — Свердловск, 1970. — 42 с.
- Ушаков А. А. Избранное: Очерки советской законодательной стилистики. Право и язык. — М.: РАП, 2008. — 314 с.

## Награды и звания
За безупречный труд А. А. Ушаков неоднократно награждался почетными грамотами, отмечался в приказах ректора Пермского университета.
- Значок «Отличник милиции» (награждён приказом УВД Пермской области)
- Орден Отечественной войны II степени
- Медаль «За победу над Германией в Великой Отечественной войне 1941—1945 гг.»
- Юбилейная медаль «Двадцать лет Победы в Великой Отечественной войне 1941—1945 гг.».
- Медаль «За доблестный труд». «В ознаменование 100-летия со дня рождения В. И. Ленина».